# The Theoretical Minimum
Cet article court présente un sujet plus développé dans : Leonard Susskind.
The Theoretical Minimum (« Le Minimum théorique ») est le titre de cours magistraux et de manuels de physique théorique, professés puis publiés par Leonard Susskind :
- six cours magistraux (2011-2013) ;
- quatre manuels (2013-2023).